# 1886 in Zwitserland
Dit artikel beschrijft het verloop van 1886 in Zwitserland.

## Ambtsbekleders
De Bondsraad was in 1886 samengesteld als volgt:
| Naam | Naam                | Partij    | Kanton    | Functie                                                                      |
| ---- | ------------------- | --------- | --------- | ---------------------------------------------------------------------------- |
|      | Adolf Deucher       | radicalen | Thurgau   | Bondspresident in 1886; hoofd van het Departement van Politieke Zaken        |
|      | Numa Droz           | radicalen | Neuchâtel | Vicebondspresident in 1886; hoofd van het Departement van Handel en Landbouw |
|      | Bernhard Hammer     | radicalen | Solothurn | Hoofd van het Departement van Financiën en Douane                            |
|      | Wilhelm Hertenstein | radicalen | Zürich    | Hoofd van het Departement van Militaire Zaken                                |
|      | Louis Ruchonnet     | radicalen | Vaud      | Hoofd van het Departement van Justitie en Politie                            |
|      | Karl Schenk         | radicalen | Bern      | Hoofd van het Departement van Binnenlandse Zaken                             |
|      | Emil Welti          | radicalen | Aargau    | Hoofd van het Departement van Posterijen en Spoorwegen                       |

De Bondsvergadering werd voorgezeten door:
| Naam | Naam            | Partij              | Kanton     | Functie                                              |
| ---- | --------------- | ------------------- | ---------- | ---------------------------------------------------- |
|      | Andreas Bezzola | radicalen           | Graubünden | Voorzitter van de Nationale Raad (tot 7 juni 1886)   |
|      | Henri Morel     | evangelisch rechts  | Neuchâtel  | Voorzitter van de Nationale Raad (vanaf 7 juni 1886) |
|      | Esajas Zweifel  | gematigde liberalen | Glarus     | Voorzitter van de Kantonsraad (tot 7 juni 1886)      |
|      | Alphonse Bory   | radicalen           | Vaud       | Voorzitter van de Kantonsraad (vanaf 7 juni 1886)    |

## Gebeurtenissen

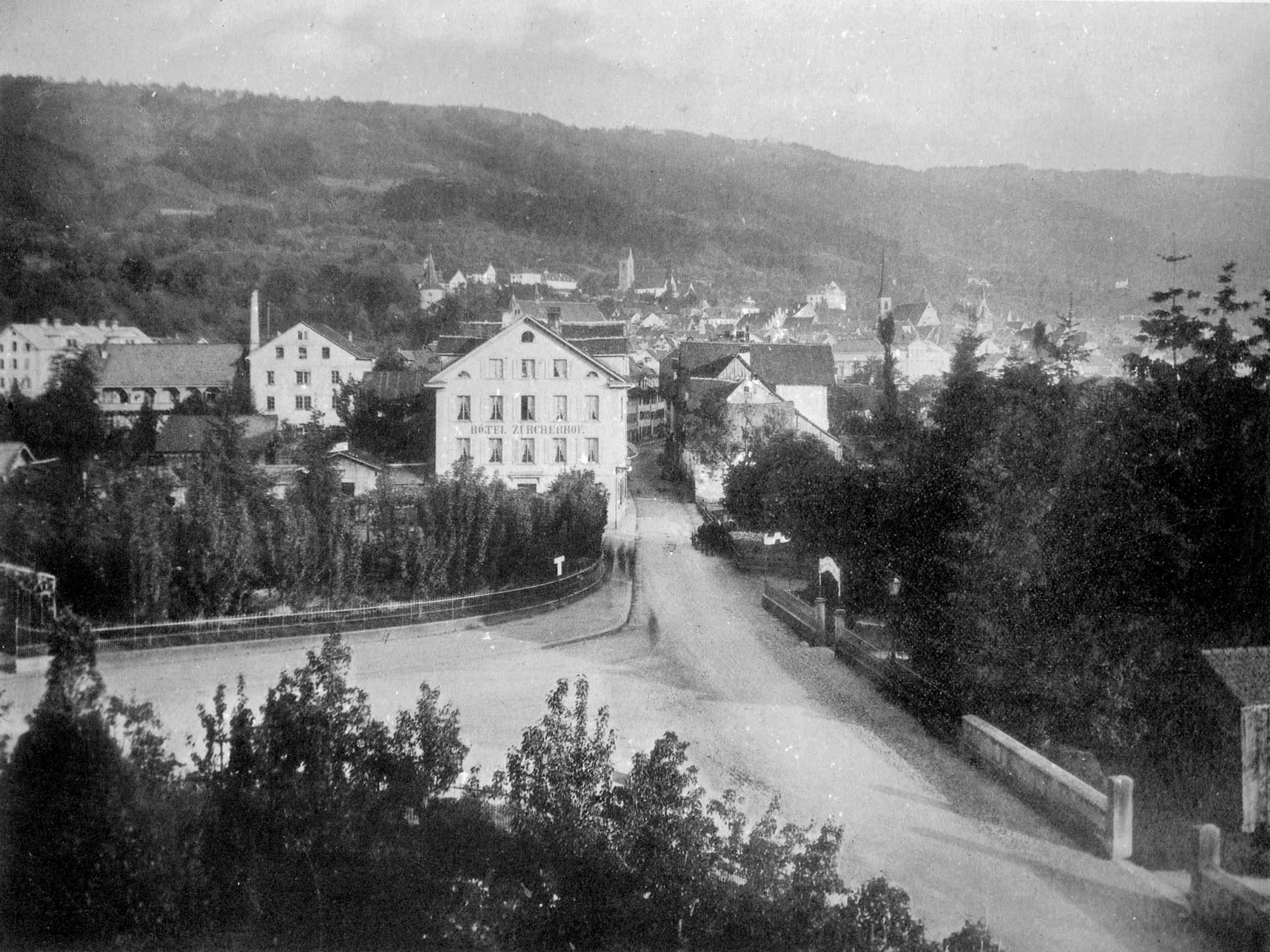
Zug (Zug) in 1886.

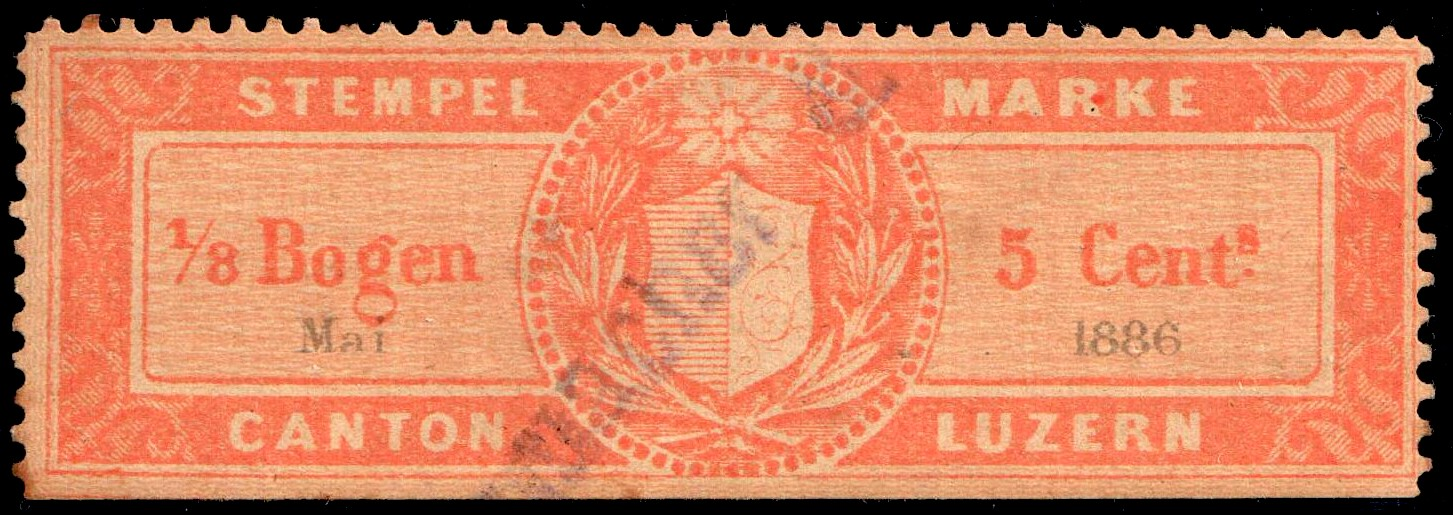
Belastingzegel van het kanton Luzern uit 1886.

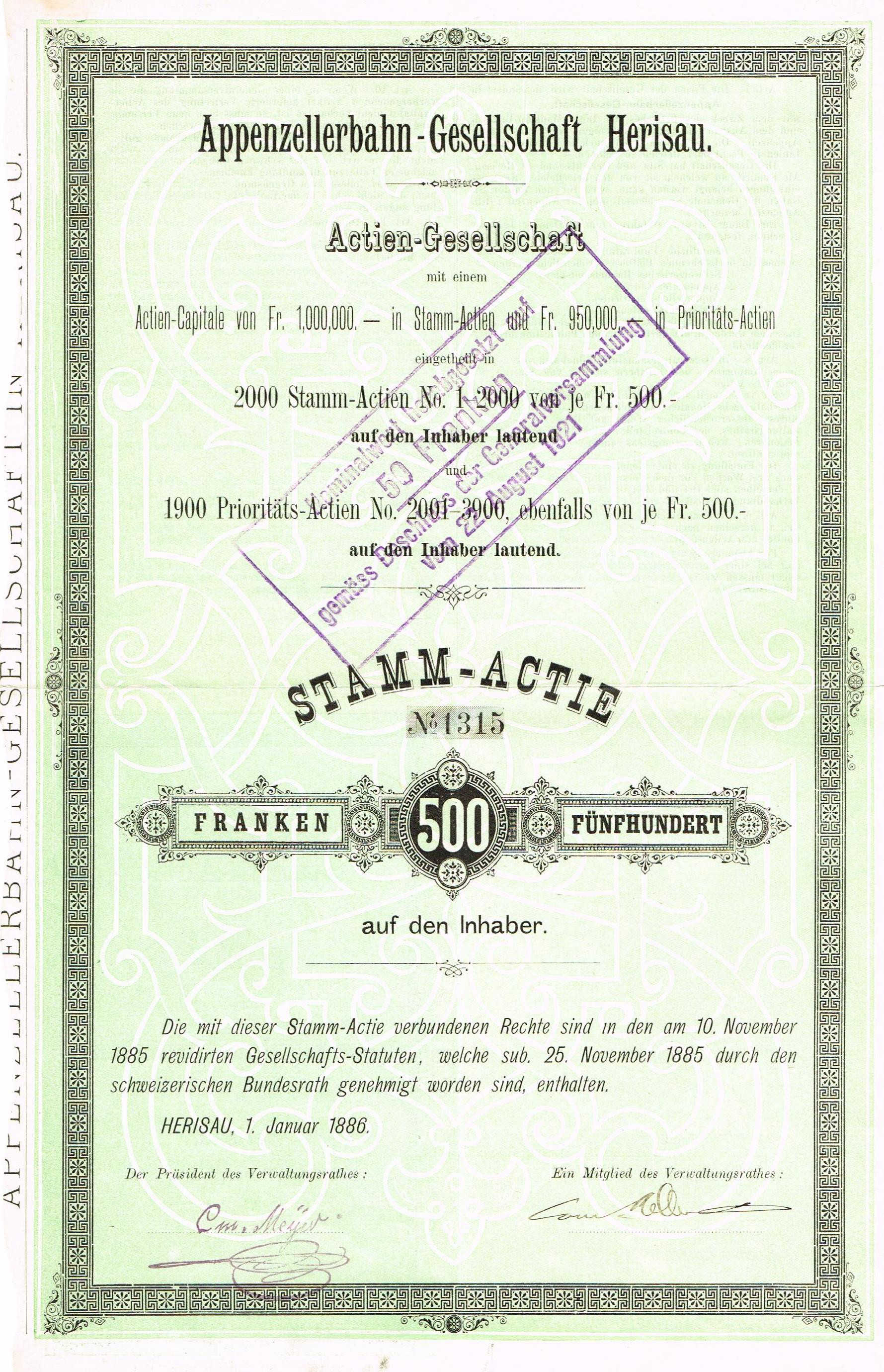
Aandeel van de Appenzellerbahn-Gesellschaft uitgegeven in 1886.

### Januari
- 1 januari: Adolf Deucher wordt bondspresident van Zwitserland.
- 1 januari: De spoorwegmaatschappij Jura neuchâtelois wordt opgericht.

### Maart
- 21 maart: Bij een kantonnaal referendum keurt de bevolking van het kanton Ticino een wet op de katholieke kerk en het beheer van de kerkelijke goederen goed.
- 27 maart: In Neuchâtel (kanton Neuchâtel) wordt het nieuwe gebouw van de Universiteit van Neuchâtel in dienst genomen.

### Juni
- 1 juni: Inhuldiging van de spoorlijn tussen Le Bouveret en Saint-Gingolph (kanton Wallis). Op dezelfde dag vindt de inhuldiging plaats van de spoorlijn tussen Saint-Gingolph en Évian-les-Bains.
- 22 juni: In Zürich kanton (Zürich) gaan 95 slotenmakers in staking. Ze eisen de invoering van de 10-urendag. Tijdens een confrontatie met de ordediensten komt een politieman om het leven.

### Juli
- 1 juli: Oprichting van de spoorwegmaatschappij Central Vaudois.

### Augustus
- 28 augustus: Inhuldiging van de spoorlijn tussen Fleurier en Buttes (kanton Neuchâtel) van de Chemin de fer Régional du Val-de-Travers.

### September
- 9 september: In Bern (kanton Bern) wordt de Conventie van Bern voor de bescherming van werken van letterkunde en kunst ondertekend door België, Duitsland, Frankrijk, Italië, Spanje, Tunesië, het Verenigd Koninkrijk en Zwitserland.
- 21 september: In Lausanne (kanton Vaud) wordt het federaal justitiepaleis ingehuldgd, de zetel van het Bondsgerechtshof van Zwitserland.

### Oktober
- 31 oktober: Inhuldiging van de spoorlijn tussen Vallorbe en Le Pont (kanton Vaud) van de Chemin de fer Pont-Brassus.

### November
- 8 november: Inhuldiging van de kabelspoorweg van Lugano (kanton Ticino).

## Geboren
- 6 januari: Bruno Leuzinger, ijshockeyer en olympiër (overl. 1952)
- 7 april: Ines Bolla, feministe (overl. 1953)
- 10 mei: Karl Barth, theoloog (overl. 1968)
- 28 juni: Aloïse Corbaz, kunstenares (overl. 1964)
- 8 september: Luigi Antognini, atleet en olympiër (overl. 1966)
- 19 september: Alfred Felber, roeier en olympiër (overl. 1967)
- 27 september: Clara Büttiker, journaliste, feministe en schrijfster (overl. 1967)

## Overleden
- 20 januari: Balthasar Luchsinger, psycholoog (geb. 1849)
- 12 februari: Salomon Bleuler, redacteur, uitgever, theoloog en politicus (geb. 1829)
- 2 maart: Charles Chalumeau, leraar en politicus (geb. 1823)
- 28 maart: Robert Caze, Frans-Zwitsers schrijver (geb. 1853)
- 4 juni: Jacques Adert, Frans-Zwitsers journalist (geb. 1817)
- 22 juni: Niklaus Kaiser, ondernemer en politicus (geb. 1819)
- 18 juli: Friedrich Haas, orgelbouwer (geb. 1811)
- 28 september: August Stähelin, ondernemer, spoorwegbestuurder en politicus (geb. 1812)
- 1 november: Eugène Lachat, aartsbisschop (geb. 1819)
- 21 november: Eugène Rambert, schrijver en dichter (geb. 1830)
- 20 december: Johann Horner, oogheelkundige (geb. 1831)

1848
· 1849
· 1850
· 1851
· 1852
· 1853
· 1854
· 1855
· 1856
· 1857
· 1858
· 1859
· 1860
· 1861
· 1862
· 1863
· 1864
· 1865
· 1866
· 1867
· 1868
· 1869
· 1870
· 1871
· 1872
· 1873
· 1874
· 1875
· 1876
· 1877
· 1878
· 1879
· 1880
· 1881
· 1882
· 1883
· 1884
· 1885
· 1886
· 1887
· 1888
· 1889
· 1890
· 1891
· 1892
· 1893
· 1894
· 1895
· 1896
· 1897
· 1898
· 1899
· 1900
· 1901
· 1902
· 1903
· 1904
· 1905
· 1906
· 1907
· 1908
· 1909
· 1910
· 1911
· 1912
· 1913
· 1914
· 1915
· 1916
· 1917
· 1918
· 1919
· 1920
· 1921
· 1922
· 1923
· 1924
· 1925
· 1926
· 1927
· 1928
· 1929
· 1930
· 1931
· 1932
· 1933
· 1934
· 1935
· 1936
· 1937
· 1938
· 1939
· 1940
· 1941
· 1942
· 1943
· 1944
· 1945
· 1946
· 1947
· 1948
· 1949
· 1950
· 1951
· 1952
· 1953
· 1954
· 1955
· 1956
· 1957
· 1958
· 1959
· 1960
· 1961
· 1962
· 1963
· 1964
· 1965
· 1966
· 1967
· 1968
· 1969
· 1970
· 1971
· 1972
· 1973
· 1974
· 1975
· 1976
· 1977
· 1978
· 1979
· 1980
· 1981
· 1982
· 1983
· 1984
· 1985
· 1986
· 1987
· 1988
· 1989
· 1990
· 1991
· 1992
· 1993
· 1994
· 1995
· 1996
· 1997
· 1998
· 1999
· 2000
· 2001
· 2002
· 2003
· 2004
· 2005
· 2006
· 2007
· 2008
· 2009
· 2010
· 2011
· 2012
· 2013
· 2014
· 2015
· 2016
· 2017
· 2018
· 2019
· 2020
· 2021
· 2022
· 2023